# 小南トンネル

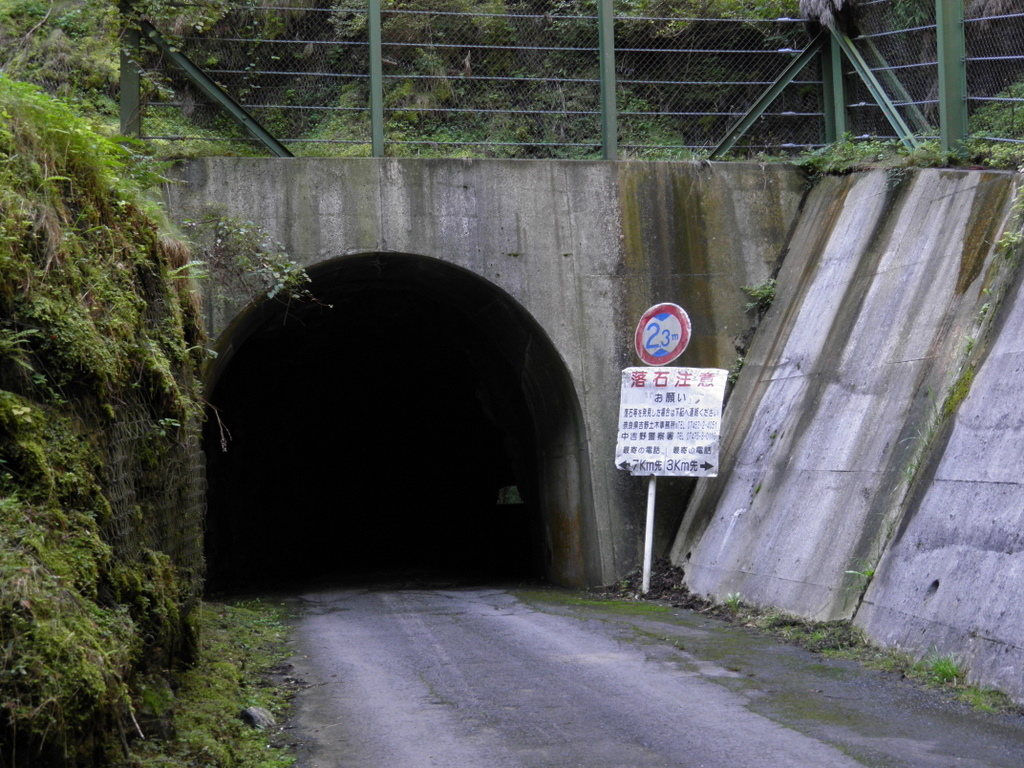
天川村側

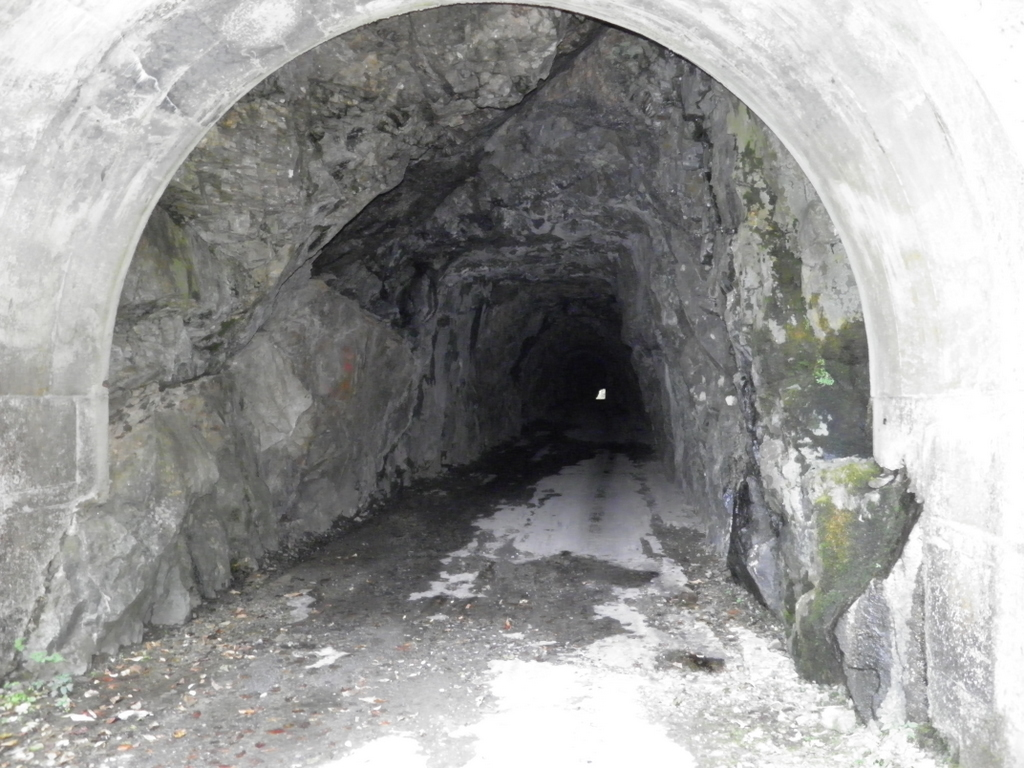
内部、フラッシュを使って撮影（黒滝村側）

小南トンネル（こみなみトンネル）は、奈良県吉野郡黒滝村と天川村の境目に位置する奈良県道48号洞川下市線の小南峠にあるトンネル。小南峠隧道（こみなみとうげずいどう）ともいう。後年に両坑口と中央の一部がコンクリートで補強されているが、内部は岩がむきだしの素掘りのままで建設当時の鑿の跡が残る。有効高2.3m、長さ110m、内部は照明設備もない小さいながら野趣あふれるトンネルである。トンネル口（黒滝村側）の少し下った場所は木々が開けて景色がよい。
両坑口に隧道名を示すものは設置されていないが、かつては隧道の入口の上に3つの石に「山上街」「道小南」「峠隧道」と（右から左への）横書きに刻まれた扁額がはめられていた。『黒滝村史』には扁額の石が道脇に置かれている写真がある。この扁額は所在不明となっていたが2013年（平成25年）の奈良県による近代化遺産調査の際に「峠隧道」の部分が、黒滝村側斜面に埋もれているのが発見された。
毎年12月から翌年3月までは冬期通行止めを実施しているが、隧道内壁に亀裂や剥離が発見されたため2012年（平成24年）6月11日より通行止めとなっておりコンクリート吹付けによる補修が行われる予定。

## 歴史
小南峠隧道は1901年（明治34年）に洞川の有志が1万円を掛けて開通させた。工事は九州からきた穴掘りの坑夫たちがツルハシとノミを使い手掘りで貫通させたという。工事が行われているころ、黒滝村側で川戸焼けと呼ばれる大火事があった。下のほうから出火し風下にいる村人は手が出せず消火できなかったが、山の上にいた坑夫たちが消火に努めおかげで大火を防いだというエピソードが残る。
小南峠隧道の完成当時は、洞川につながる道で荷車の通れる道は小南峠隧道を通る山上街道だけであったため主要道として人の往来も盛んであったが、1914年（大正3年）に丹生・天川街道が整備され天川村川合までバスが通るようになると後に国道309号となるそのルートが主流になり、小南峠隧道の往来もしだいに廃れていった。

## その他
小南峠はかつては交通の難所であり、峠を越えようとした者は苦しさのあまり身軽になるために食料の米さえも投げ捨てたとされ、「こみなみ」は「米投げ」が転化したという伝承がある。